# Mercado anual de Invierno
El Mercado anual de Invierno (en neerlandés: Winterjaarmarkt; en francés: foire annuelle d'Hautem; o la feria anual de Hautem) es una feria anual de invierno (aunque se produce en otoño) y un mercado de ganado que se celebra cada año el 11 y 12 de noviembre en Hautem-Saint-Liévin, municipio ubicado en la provincia flamenca de Flandes Oriental en Bélgica.
"Houtem Jaarmarkt", fue registrado en noviembre de 2010 en la Lista Representativa de la UNESCO del Patrimonio Cultural Inmaterial de la Humanidad.
De origen medieval, esta feria es principalmente una peregrinación dedicada a San Lievin quien habría muerto el 12 de noviembre. A partir del siglo XVII, la peregrinación se mueve cada vez más a una feria de bienes organizada en un mercado importante para el ganado y los caballos y un festival popular. Mientras que en otras partes de Flandes, los mercados de ganado se encuentran en declive, la de San Lievin Lievens crece y se convierte en un festival ocupado.Hoy el mayor mercado al aire libre y de caballos y ganado de Flandes.